# Kelly Lynch
Kelly Ann Lynch (Minneapolis, 31 januari 1959) is een Amerikaanse actrice. Zij speelde in films als Cocktail, Road House, Drugstore Cowboy, Desperate Hours, Curly Sue, Heaven's Prisoners, Mr. Magoo, Charlie's Angels en Joe Somebody.
Lynch volgde acteerlessen bij Sanford Meisner en werkte als model voor Elite Modeling Agency. In 1988 speelde ze de rol van Kerry Coughlin in de film Cocktail. Een jaar later speelde ze in Drugstore Cowboy van Gus Van Sant.
Ze kreeg in 1992 de hoofdrol aangeboden voor Basic Instinct, maar ze accepteerde de rol niet.
Lynch is getrouwd en heeft een dochter.
- Bibsys: 99071336
- Biblioteca Nacional de España: XX1295936
- Bibliothèque nationale de France: cb140251238 (data)
- Gemeinsame Normdatei: 136025323
- International Standard Name Identifier: 0000 0000 7841 0617
- Library of Congress Control Number: n92058129
- Nationale Bibliotheek van Tsjechië: xx0183170
- Nationale Bibliotheek van Polen: a0000001767183
- Nederlandse Thesaurus van Auteursnamen: 240682971
- SNAC: w61k06xk
- Système universitaire de documentation: 119011956
- Union List of Artist Names: 500269522
- Virtual International Authority File: 76513948
- WorldCat: E39PBJpV74TVXVxd7BxcJJ4rMP